# 배수희
배수희(1955년 4월 30일 ~)는 MBC 청룡에서 뛰었던 전 야구 선수다. 경동고등학교를 졸업했다. 1982년 입단해 통산 1시즌 22경기 23타수 5안타 3타점 2득점 타율 0.217을 기록하고 은퇴했다. 이후 배재고, LG에서 코치를 역임했으며, 현재 택시 운전사로 일하고 있다.

## 같이 보기
- MBC 청룡 연도별 선수 명단